# Ponoarele
Ponoarele est une commune roumaine du județ de Mehedinți, dans la région historique de l'Olténie et dans la région de développement du Sud-Ouest.

## Géographie
La commune de Ponoarele est située dans le nord-est du județ, dans les collines Mehedinți, à 8 km au sud de Baia de Aramă et à 70 km au nord de Drobeta Turnu-Severin, la préfecture du județ.
Elle est composée des quinze villages suivants (population en 2002) :
- Băluța (233).
- Bârâiacu (314).
- Brânzeni (88).
- Buicani (110).
- Ceptureni (172).
- Cracu Muntelui (262).
- Delureni (94).
- Gărdăneasa (355).
- Gheorghești (271).
- Ludu (111).
- Ponoarele (384), siège de la municipalité.
- Proitești (128).
- Răiculești (103).
- Șipotu (215).
- Valea Ursului (100).

## Histoire
La commune a fait partie du royaume de Roumanie dès sa création en 1878.

## Religions
En 2002, 98,77 % de la population étaient de religion orthodoxe.

## Démographie
En 2002, les Roumains représentaient la totalité de la population. La commune comptait 990 ménages et 890 logements.
| 2002  | 2007  |
| ----- | ----- |
| 2 940 | 2 911 |

## Économie
L'économie de la commune repose sur l'agriculture, l'élevage, l'exploitation des forêts et le tourisme.

## Lieux et monuments
- Pont naturel Podul lui Dumnezeu.
- Église en bois du XVIIe siècle.
- Lac Zaton.
- Grotte Ponoarele.